# Aniseed 001
Aniseed 001 är katalognumret på en annars namnlös split EP mellan det svenska hardcorebandet AC4 från Umeå och det australiska bandet Surprise Sex Attack (SSA). Den släpptes av Aniseed Records i Australien som en 7" vinyl ep i januari 2010, limiterad till endast 300 numrerade exemplar i handgjorda omslag.

## Låtlista
1. Ten To One (AC4)
2. The War Is Over (SSA)
3. Suffer (SSA)